# Матилда од Фризије
Матилда од Фризије (умрла 1044) је била француска краљица, прва супруга Анрија I.

## Биографија
Рођена је око 1024. године. Била је ћерка Лиудорфа, маркгрофа Фризије. Мајка јој је била Гертруда од Егишајма. Матилда и Анри су се венчали 1034. године, након смрти краљеве веренице Матилде од Франконије, ћерке светоримског цара Конрада II и Гизеле Швапске. Око 1040. године Матилда је Анрију родила ћерку. Породила се царским резом. Четири година касније умрла је и Матилда и њена ћерка, у временском размаку од само неколико недеља. Матилда је сахрањена у базилици Сен Дени. Њена гробница није сачувана. Након Матилдине смрти Анри се поново оженио. Друга супруга била му је Ана од Кијева, ћерка Јарослава Мудрог.